# Vajsenhus
Vajsenhus eller vaisenhus (af tysk Waise "forældreløst barn") er en ældre betegnelse for børnehjem, f.eks. dem som Frederik 4. oprettede.
De første vajsenhuse blev oprettet i Tyskland i slutningen af 1500-tallet i Augsberg (1572) og Bamberg (1588). De var en videreudvikling af de middelalderlige findelhause ("findehuse". De forældreløse børn blev kaldt findelkindern "findebørn"), der havde eksisteret siden det 9. århundrede drevet af den katolske kirke .
Men det var især i slutningen af 1600-tallet, at oprettelsen af vajsenhuse tog til med udbredelsen af den pietistiske tro og i forbindelse med godgørende stiftelser med det formål at hjælpe forældreløse børn.
Vajsenhuset i København blev åbnet i 1727 blev et centrum for den pietistiske tro i den danske hovedstad.

## Eksterne kilder og henvisninger
- Wikimedia Commons har flere filer relateret til Vajsenhus
- Dansk Kirkeleksikon for Norden ved Fredrik Nielsen 1900-1929